# DJ KOBY'S RADIO SHOW
DJ KOBY'S RADIO SHOW（ディージェイ・コービーズ・レディオ・ショー）は、2006年4月2日から2009年12月26日までJ-WAVEで放送されていたラジオ番組。ナビゲーター(DJ)は小林克也。

## 放送時間
- 日曜 22:00 - 22:54（2006年4月2日 - 2007年3月24日）
- 土曜 20:00 - 20:54（2007年3月31日 - 2008年9月27日）
- 土曜 25:00 - 26:00（2008年10月4日 - 2009年12月26日）

## 概要
毎週1組のアーティストを取り上げて、その楽曲とともにアーティストの来歴やエピソードを紹介している。活動期間が長い、またはすでに活動を終了していても放送日現在においても聞き継がれており、かつ認知度の高い洋楽のアーティストが選ばれる場合が多い。小林はかつてJ-WAVEではGOOD MORNING KobyやHOUSE OF BLUESを担当しており、同番組以来のレギュラー番組となった。